# One More Time (Daft-Punk-Lied)
One More Time ist ein Lied der French-House-Formation Daft Punk aus dem Jahr 2000.

## Hintergrund
Thomas Bangalter engagierte sich nach der Veröffentlichung des Debütalbums Homework in dem Nebenprojekt Stardust für sein Musiklabel Roulé und war an deren einzigem Hit Music Sounds Better with You beteiligt. One More Time wurde bereits in diesem Zeitraum aufgenommen und gemischt. Daft Punk sampelten für das Lied Trompeten, die sie über einen pulsierenden Basslauf und eine komprimierte Bassdrum montierten. Anthony „Romanthony“ Moore steuerte den mit dem Auto-Tune-Effekt verfremdeten Gesang bei. Auto-Tune diente eigentlich zur Korrektur von Gesangsspuren und wurde bereits 1998 für Produktionen wie Chers Believe und Stardusts Music Sounds Better with You gezielt als Effekt verwendet.
Die Single war bis zur Veröffentlichung von Get Lucky im April 2013 das kommerziell erfolgreichste Lied von Daft Punk. Romanthony starb am 7. Mai 2013 in Austin, Texas.
Bangalter verwahrte sich gegen Vorwürfe, für das Lied eine Coverversion von I Put a Spell on You (Part 1) von M. Diggo feat. Eddie Johns aus dem Jahr 1978 gesampelt zu haben.

## Preise
- Dance Music Award
  - 2001: in der Kategorie „Radio Dance Hit“

## Kommerzieller Erfolg

### Chartplatzierungen
| ChartsChartplatzierungen       | Höchstplatzierung | Wochen |
| ------------------------------ | ----------------- | ------ |
| Deutschland (GfK)              | 7 (29 Wo.)        | 29     |
| Frankreich (SNEP)              | 1 (47 Wo.)        | 47     |
| Österreich (Ö3)                | 7 (21 Wo.)        | 21     |
| Schweiz (IFPI)                 | 6 (32 Wo.)        | 32     |
| Vereinigte Staaten (Billboard) | 61 (15 Wo.)       | 15     |
| Vereinigtes Königreich (OCC)   | 2 (28 Wo.)        | 28     |

| ChartsJahrescharts (2000) | Platzierung |
| ------------------------- | ----------- |
| Frankreich (SNEP)         | 42          |

| ChartsJahrescharts (2001) | Platzierung |
| ------------------------- | ----------- |
| Deutschland (GfK)         | 30          |
| Frankreich (SNEP)         | 67          |
| Österreich (Ö3)           | 45          |
| Schweiz (IFPI)            | 35          |

### Auszeichnungen für Musikverkäufe
| Land/Region                  | Auszeichnungen für Musikverkäufe (Land/Region, Auszeichnung, Verkäufe) | Verkäufe  |
| ---------------------------- | ---------------------------------------------------------------------- | --------- |
| Australien (ARIA)            | Gold                                                                   | 35.000    |
| Belgien (BRMA)               | Gold                                                                   | 25.000    |
| Dänemark (IFPI)              | Gold                                                                   | 10.000    |
| Deutschland (BVMI)           | Gold                                                                   | 250.000   |
| Frankreich (SNEP)            | Gold                                                                   | 250.000   |
| Italien (FIMI)               | Platin                                                                 | 100.000   |
| Neuseeland (RMNZ)            | 2× Platin                                                              | 60.000    |
| Polen (ZPAV)                 | Gold                                                                   | 25.000    |
| Portugal (AFP)               | Gold                                                                   | 5.000     |
| Schweiz (IFPI)               | Gold                                                                   | 25.000    |
| Spanien (Promusicae)         | Platin                                                                 | 60.000    |
| Vereinigtes Königreich (BPI) | 2× Platin                                                              | 1.200.000 |
| Insgesamt                    | 8× Gold · 6× Platin ·                                                  | 2.045.000 |

Hauptartikel: Daft Punk/Auszeichnungen für Musikverkäufe